# Seznam ameriških kozmologov
Seznam ameriških kozmologov.

## A
- Tom Abel (1970 –)
- Ralph Asher Alpher (1921 – 2007)

## B
- John Carlos Baez (1961 –)
- Neta Assaf Bahcall (1942 –)
- James Maxwell Bardeen (1939 –)
- Carl Henry Brans (1935 –)
- William Lionel Burke (1941 – 1996)

## C
- Sean Michael Carroll (1966 –)

## D
- Robert Henry Dicke (1916 – 1997)

## E
- Albert Einstein (1879 – 1955)  1921
- Frederick Joseph Ernst (1933 –)

## G
- George Gamow (1904 – 1968)
- Margaret Joan Geller (1947 –)
- Thomas Gold (1920 – 2004)
- John Richard Gott III. (1947 –)
- Alan Harvey Guth (1947 –)

## H
- James Burkett Hartle (1939 – 2023)
- Lars Hernquist (1954 –)
- Edwin Powell Hubble (1889 – 1953)
- John Peter Huchra (1948 –)

## K
- Justin Khoury
- William Morris Kinnersley
- Robert Paul Kirshner (1949 –)
- Edward Kolb (1951 –)
- Lawrence Maxwell Krauss (1954 –)

## L
- Andrej Dimitrijevič Linde (1948 –)

## M
- John Cromwell Mather (1946 –)  2006
- Charles William Misner (1932 – 2023)

## N
- Ezra Ted Newman (1929 – 2021)

## P
- Leonard Parker (1938 –)
- Philip James Edwin Peebles (1935 –)  2019
- Arno Allan Penzias (1933 – 2024)  1978
- Saul Perlmutter (1959 –)
- Joel Robert Primack (1945 –)

## R
- Lisa Randall (1962 –)
- Yoel Rephaeli

## S
- Rainer Kurt Sachs (1932 – 2024)
- Allan Rex Sandage (1926 – 2010)
- Jack Sarfatti (1939 –)
- Robert J. Scherrer (1959 –)
- David Norman Schramm (1945 – 1997)
- Lee Smolin (1955 –)
- George Fitzgerald Smoot III. (1945 –)  2006
- Paul Joseph Steinhardt (1951 –)
- Leonard Susskind (1940 –)

## T
- Max Tegmark (1967 –)
- Kip Stephen Thorne (1940 –)  2017
- Frank Jennings Tipler (1947 –)
- Richard Chace Tolman (1881 – 1948)
- Michael S. Turner (1949 –)
- Neil Geoffrey Turok (1958 – )
- Neil deGrasse Tyson (1958 –)

## V
- Alexander Vilenkin (1949 –)

## W
- Robert Wald (1947 –)
- Jeffrey Renwick Weeks (1956 –)
- John Archibald Wheeler (1911 – 2008)
- David Todd Wilkinson (1935 – 2002)
- Arthur Michael Wolfe?
- Edward L. Wright (1947 –)